# Premi e riconoscimenti di Jennifer Lawrence

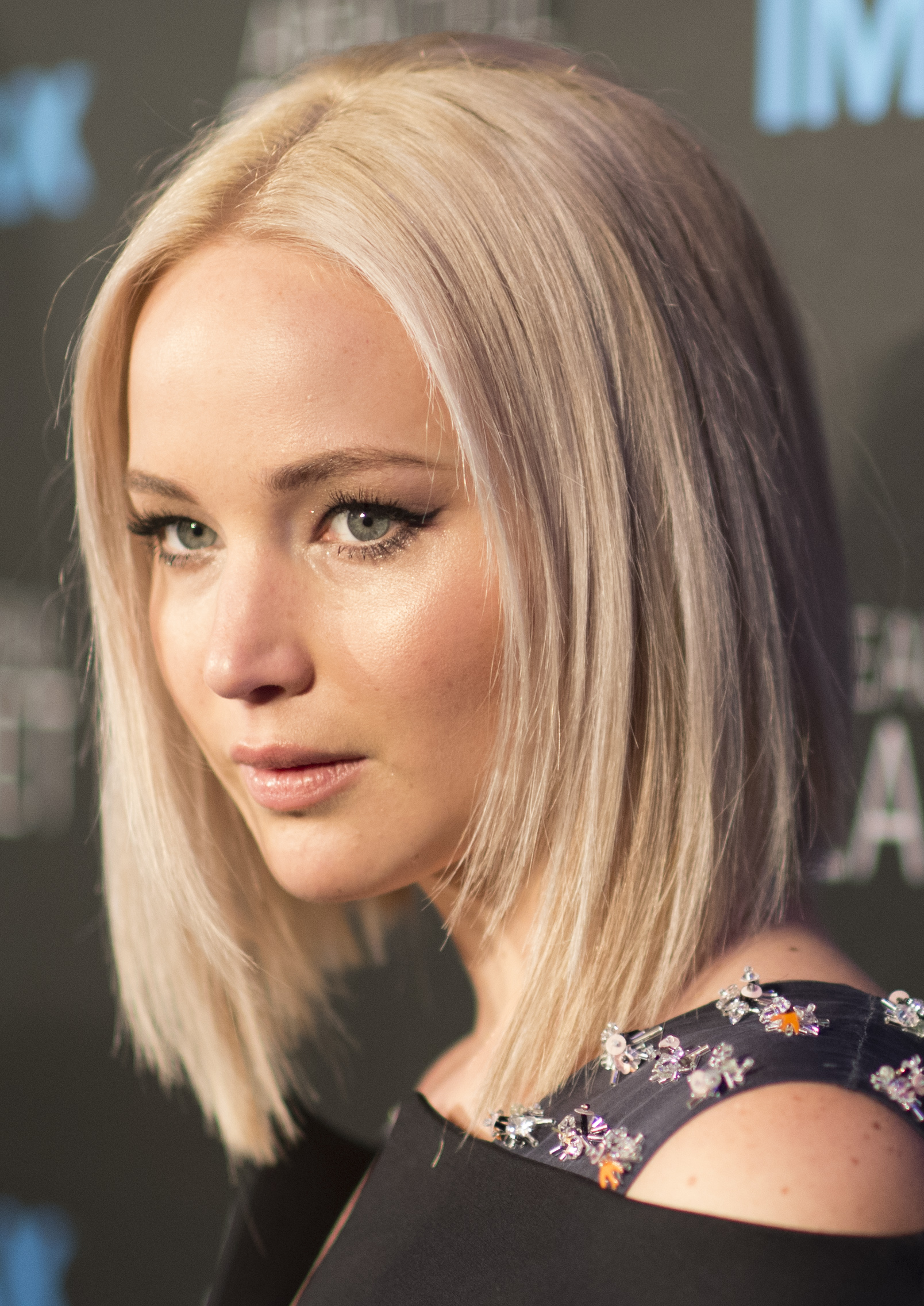
Jennifer Lawrence nel 2016.

Questa è la lista dei principali premi e riconoscimenti dell'attrice Jennifer Lawrence.

## Premi cinematografici e televisivi

### Principali
- Premio Oscar
  - 2011 – Candidatura per la miglior attrice per Un gelido inverno
  - 2013 – Miglior attrice per Il lato positivo - Silver Linings Playbook[1]
  - 2014 – Candidatura per la miglior attrice non protagonista per American Hustle - L'apparenza inganna
  - 2016 – Candidatura per la miglior attrice per Joy[2]

- Golden Globe
  - 2011 – Candidatura per la migliore attrice in un film drammatico per Un gelido inverno
  - 2013 – Migliore attrice in un film commedia o musicale per Il lato positivo - Silver Linings Playbook
  - 2014 – Migliore attrice non protagonista per American Hustle - L'apparenza inganna[3]
  - 2016 – Migliore attrice in un film commedia o musicale per Joy
  - 2022 – Candidatura alla miglior attrice in un film commedia o musicale per Don't Look Up[4]
  - 2024 - Candidatura alla miglior attrice in un film commedia o musicale per Fidanzata in affitto

- BAFTA
  - 2013 - Candidatura per la migliore attrice protagonista per Il lato positivo - Silver Linings Playbook
  - 2014 - Migliore attrice non protagonista per American Hustle - L'apparenza inganna

- Screen Actors Guild Award
  - 2011 - Candidatura per la migliore attrice cinematografica per Un gelido inverno
  - 2013 - Candidatura per il miglior cast cinematografico per Il lato positivo - Silver Linings Playbook[5]
  - 2013 - Migliore attrice cinematografica per Il lato positivo - Silver Linings Playbook[5]
  - 2014 - Miglior cast cinematografico per American Hustle - L'apparenza inganna[6]
  - 2014 - Candidatura per la migliore attrice non protagonista cinematografica per American Hustle - L'apparenza inganna[7]
  - 2022 - Candidatura al miglior cast cinematografico per Don't Look Up

### Altri
- Independent Spirit Award
  - 2011 - Candidatura per la miglior attrice protagonista per Un gelido inverno
  - 2013 - Miglior attrice protagonista per Il lato positivo - Silver Linings Playbook

- Los Angeles Film Critics Association Award
  - 2012 - Miglior attrice per Il lato positivo - Silver Linings Playbook

- Critics' Choice Movie Award
  - 2011 - Candidatura per la miglior attrice per Un gelido inverno
  - 2011 - Candidatura per la miglior performance di un giovane attore per Un gelido inverno
  - 2013 - Candidatura per la miglior attrice per Il lato positivo - Silver Linings Playbook
  - 2013 - Miglior attrice in un film commedia per Il lato positivo - Silver Linings Playbook
  - 2013 - Miglior attrice in un film d'azione per Hunger Games
  - 2014 - Miglior cast corale per American Hustle - L'apparenza inganna
  - 2014 - Candidatura per la miglior attrice non protagonista per American Hustle - L'apparenza inganna[8]
  - 2014 - Candidatura per la miglior attrice in un film d'azione per Hunger Games: La ragazza di fuoco[8]
  - 2015 - Candidatura per la miglior attrice in un film d'azione per Hunger Games: Il canto della rivolta - Parte 1
  - 2016 - Candidatura per la miglior attrice per Joy
  - 2016 - Candidatura per la miglior attrice in un film commedia per Joy
  - 2016 - Candidatura per la miglior attrice in un film d'azione per Hunger Games: Il canto della rivolta - Parte 2
  - 2022 - Candidatura per il miglior cast corale per Don't Look Up

- MTV Movie & TV Awards
  - 2012 - Miglior performance femminile per Hunger Games
  - 2012 - Miglior combattimento per Hunger Games (insieme a Josh Hutcherson e Alexander Ludwig)
  - 2012 - Candidatura per il miglior cast per Hunger Games (insieme a Josh Hutcherson, Alexander Ludwig, Liam Hemsworth, Elizabeth Banks, Woody Harrelson e Lenny Kravitz)
  - 2012 - Candidatura per il miglior bacio per Hunger Games (insieme a Josh Hutcherson)
  - 2012 - Candidatura per il miglior eroe per Hunger Games
  - 2013 - Candidatura per la performance più terrorizzante per Hates: House at the End of the Street
  - 2013 - Miglior performance femminile per Il lato positivo - Silver Linings Playbook[9]
  - 2013 - Candidatura per la miglior coppia per Il lato positivo - Silver Linings Playbook (insieme a Bradley Cooper)
  - 2013 - Miglior bacio per Il lato positivo - Silver Linings Playbook (insieme a Bradley Cooper)[9]
  - 2013 - Candidatura per il miglior momento musicale per Il lato positivo - Silver Linings Playbook (insieme a Bradley Cooper)
  - 2014 - Miglior performance femminile per Hunger Games: La ragazza di fuoco[10]
  - 2014 - Candidatura per il miglior combattimento per Hunger Games: La ragazza di fuoco (insieme a Josh Hutcherson e Sam Claflin contro le scimmie mutanti)[10]
  - 2014 - Candidatura per il miglior bacio per American Hustle - L'apparenza inganna (insieme a Amy Adams)[10]
  - 2014 - Candidatura per il miglior momento musicale per American Hustle - L'apparenza inganna[10]
  - 2015 - Miglior momento musicale per Hunger Games: Il canto della rivolta - Parte 1
  - 2015 - Candidatura per la miglior performance femminile per Hunger Games: Il canto della rivolta - Parte 1
  - 2015 - Candidatura per il miglior eroe per Hunger Games: Il canto della rivolta - Parte 1[11][12]
  - 2016 - Candidatura per la miglior performance femminile per Joy
  - 2016 - Miglior eroe per Hunger Games: Il canto della rivolta - Parte 2
  - 2016 - Candidatura per la miglior performance d'azione per Hunger Games: Il canto della rivolta - Parte 2

- Empire Awards
  - 2011 - Candidatura per la miglior debutto per Un gelido inverno
  - 2013 - Miglior attrice per Hunger Games
  - 2014 - Candidatura per la miglior attrice per Hunger Games: La ragazza di fuoco
  - 2014 - Candidatura per la miglior attrice non protagonista per American Hustle - L'apparenza inganna

- Phoenix Film Critics Society Awards
  - 2010 - Candidatura per la miglior attrice per Un gelido inverno
  - 2012 - Candidatura per la miglior attrice per Il lato positivo - Silver Linings Playbook
  - 2012 - Candidatura per il miglior cast per Il lato positivo - Silver Linings Playbook
  - 2013 - Miglior cast per American Hustle - L'apparenza inganna
  - 2013 - Candidatura per la miglior attrice non protagonista per American Hustle - L'apparenza inganna

- Teen Choice Awards
  - 2011 - Candidatura per la miglior attrice rivelazione per X-Men - L'inizio
  - 2011 - Candidatura per la miglior coppia cinematografica insieme a Nicholas Hoult per X-Men - L'inizio
  - 2012 - Candidatura per il miglior combattimento cinematografico per Hunger Games
  - 2012 - Migliore attrice in un film di fantascienza/fantasy per Hunger Games
  - 2012 - Miglior coppia cinematografica insieme a Josh Hutcherson per Hunger Games
  - 2012 - Miglior bacio su schermo insieme a Josh Hutcherson per Hunger Games
  - 2014 - Candidatura per il miglior bacio su schermo insieme a Josh Hutcherson per Hunger Games: La ragazza di fuoco
  - 2014 - Miglior attrice in un film di fantascienza/fantasy per Hunger Games: La ragazza di fuoco
  - 2014 - Candidatura per la miglior attrice in un film drammatico per American Hustle - L'apparenza inganna
  - 2015 - Candidatura per il miglior bacio su schermo insieme a Liam Hemsworth per Hunger Games: Il canto della rivolta - Parte 1[13]
  - 2015 - Miglior attrice in un film di fantascienza/fantasy per Hunger Games: Il canto della rivolta - Parte 1[13]
  - 2016 - Miglior attrice in un film di fantascienza/fantasy per Hunger Games: Il canto della rivolta - Parte 2
  - 2016 - Candidatura per la miglior coppia sullo schermo insieme a Josh Hutcherson per Hunger Games: Il canto della rivolta - Parte 2[14]
  - 2016 - Miglior bacio sullo schermo insieme a Josh Hutcherson per Hunger Games: Il canto della rivolta - Parte 2[14]
  - 2016 - Miglior attrice drammatica per Joy[14]

- E! People's Choice Awards
  - 2012 - Candidatura per il miglior supereroe al cinema per X-Men - L'inizio
  - 2013 - Miglior intesa sullo schermo per Hunger Games (insieme a Josh Hutcherson e Liam Hemsworth )
  - 2013 - Miglior volto dell'eroismo per Hunger Games
  - 2013 - Miglior attrice
  - 2015 - Miglior attrice
  - 2015 - Miglior attrice in un film d'azione per X-Men - Giorni di un futuro passato e Hunger Games: Il canto della rivolta - Parte 1
  - 2018 – Candidatura alla Star in un film drammatico del 2018 per Red Sparrow[15]

- Movieplayer.it Awards
  - 2012 - Candidatura per la miglior attrice protagonista per Un gelido inverno
  - 2014 - Miglior attrice protagonista per Il lato positivo - Silver Linings Playbook

- Satellite Award
  - 2010 - Candidatura alla miglior attrice per Un gelido inverno
  - 2012 - Miglior attrice per Il lato positivo - Silver Linings Playbook[16]
  - 2014 - Candidatura alla miglior attrice non protagonista per American Hustle - L'apparenza inganna[17]

- Saturn Award
  - 2013 - Miglior attrice per Hunger Games[18]
  - 2014 - Candidatura per la miglior attrice per Hunger Games: La ragazza di fuoco
  - 2015 - Candidatura per la miglior attrice per Hunger Games: Il canto della rivolta - Parte 1[19]
  - 2017 - Candidatura per la miglior attrice per Passengers[20]

- The Gotham Independent Film Awards
  - 2010 - Candidatura per il miglior attore/attrice emergente per Un gelido inverno
  - 2010 - Migliore performance dell'intero cast per Un gelido inverno
  - 2012 - Candidatura per la migliore performance dell'intero cast per Il lato positivo - Silver Linings Playbook

- Russian National Movie Awards
  - 2013 - Migliore attrice straniera per Hates: House at the End of the Street
  - 2014 - Migliore attrice straniera per Hunger Games: La ragazza di fuoco

- Los Angeles Film Festival
  - 2008 - Performance rivelazione per The Poker House

- Seattle International Film Festival
  - 2010 - Miglior attrice per Un gelido inverno
- Washington D.C. Area Film Critics Association
  - 2010 - Miglior attrice per Un gelido inverno
- National Board of Review Awards
  - 2010 - Miglior performance rivelazione per Un gelido inverno
- Torino Film Festival
  - 2010 - Miglior attrice per Un gelido inverno
- Los Angeles Film Critics Association Awards
  - 2012 - Miglior attrice protagonista per Il lato positivo - Silver Linings Playbook
- New York Film Critics Circle Awards
  - 2013 -  Miglior attrice non protagonista per American Hustle - L'apparenza inganna
- MyReviews Awards 
  - 2014 - Miglior attrice non protagonista per American Hustle - L'apparenza inganna
- Kids' Choice Awards
  - 2015 - Attrice d'azione preferita per X-Men - Giorni di un futuro passato e Hunger Games: Il canto della rivolta - Parte 1[21]

## Record
- Guinness World Records
  - 2014 - Eroina di film d'azione con il più alto incasso al box office mondiale per Hunger Games e Hunger Games: La ragazza di fuoco